# Машина Судного дня (Звёздный путь: Оригинальный сериал)
«Машина Судного дня» (англ. «The Doomsday Machine») — шестой эпизод второго сезона американского научно-фантастического телесериала «Звёздный путь», впервые показанный на телеканале NBC 20 октября 1967 года.

## Сюжет
В звёздную дату 4202.9 звездолёт Федерации «Энтерпрайз» под командованием Джеймса Тиберия Кирка прибывает в одну из звёздных систем для расследования исчезновения нескольких планет. Там корабль неожиданно обнаруживает зависший в пространстве другой звездолёт Федерации «Констеллейшен». Корабль повреждён и дрейфует в пространстве. На «Констеллейшен» высаживается десант, где находит единственного выжившего, командора Мэтта Декера. Он в полубессознательном состоянии и не может что-то внятно рассказать. Из бортового журнала десант узнаёт, что «Констеллейшен» прилетел в этот сектор для изучения разрушившейся планеты, однако скоро был атакован неизвестным космическим кораблём колоссальных размеров. Командор в экстренном порядке эвакуировал команду на ближайшую планету, но она, к его ужасу, была тут же уничтожена чужим кораблём. Спок делает предположение, что эта машина прибыла в Млечный Путь из другой галактики и, разрушая планеты, использует их как топливо. Судя по траектории движения инопланетного корабля, он движется в самые густонаселённые районы галактики.
Осознав мощь машины, Кирк выдвигает гипотезу о межзвёздной войне. По его мнению, этот аппарат был создан для сдерживания и является Машиной Судного дня, пережившей своих создателей. Кирк и Скотти остаются на «Констеллейшен», пытаясь его починить, а доктор МакКой с командором Декером телепортируются на «Энтерпрайз». Там Декер приходит в себя и отстраняет Спока от командования. Желая отомстить за погибшую команду, он приказывает атаковать Машину, которая приблизившись генерирует помехи, из-за которых пропала связь со Звёздным флотом. «Энтерпрайз» быстро расходует энергию на выстрелы и вскоре оказывается в силовом поле машины, которая притягивает звездолёт в своё жерло. В это время с «Констеллейшена» удаётся несколько раз выстрелить, что отвлекает Машину от «Энтерпрайза».
Декера отстраняют от командования и отправляют в лазарет, но пути он затевает драку с охранником и убегает в ангар с шаттлами. Вскоре он уже летит в жерло планетоубийцы, Спок и Кирк отговаривают его по рации, но Декер влетает в жерло и взрывается там. Лейтенант Сулу замечает, что сила луча Машины ослабла. Кирк понимает, что Декер погиб не зря, дав им надежду на уничтожение Машины. Он устанавливает на «Констеллейшен» 30-секундный таймер термоядерной детонации импульсных двигателей, взрыв которых теоретически может уничтожить объект из чужой галактики. Капитан остаётся один на борту повреждённого корабля и направляет его в жерло Машины. Включив таймер он просит телепортировать его на «Энтерпрайз», но телепортатор не срабатывает. Скотти в срочном порядке пытается устранить неполадку в то время, как Кирк уже влетает в пасть уничтожителя планет, но в последнюю секунду его всё же удаётся телепортировать на судно.

## Производство
Сценарий Нормана Спинрада был основан на его же неопубликованном произведении «The Planet Eater», которое отклонили несколько издательств. Он реанимировал идею и написал сценарий для исполнительного продюсера Джина Родденберри. Спинрад писал характер командора Мэтта Декера специально для Роберта Райана, но тот был задействован в другом проекте и роль досталась Уильяму Уиндому.
Некоторые источники утверждают, что этот эпизод был написан под влиянием произведений Фреда Саберхагена, в частности цикла «Берсеркер», рассказывающем об огромных роботехнических машинах для убийства, построенных в качестве оружия сдерживания исчезнувшей расой. Однако, Норман Спинрад отрицает влияние Саберхагена, заявив о том, что первоначальная рукопись появилась ещё до создания последним истории о Берсеркерах. Эпизод изначально планировалось сделать бутылочным, но Родденберри настолько понравился сценарий, что в производство вложили больше средств.

## Музыка
Это один из немногих эпизодов второго сезона сериала, для которого специально писалась оригинальная музыка. Саундтрек был написан американским композитором Солом Капланом. Писатель Джеймс Лилекс отозвался о музыке так: «Музыка полностью подходит эпизоду, это одна из причин, почему эпизод хорош, как немногие другие». Джефф Бонд писал: «Хотя он [Лилекс] написал музыку только для двух эпизодов, музыка нью-йоркского композитора встречалась на протяжении первых двух сезонов». Оба писателя указывают на сходство музыки Лилекса в эпизоде с музыкой Джона Уильямса в фильме «Челюсти», спустя десять лет получившем премию «Оскар» за лучшую музыку к фильму. Музыка из этого эпизода вместе с саундтреком эпизода «Время ярости» были включены в сборник музыки из сериала и выпущены во втором издании компанией Crescendo Records.

## Продолжения
Более мощная версия машины, уничтожающей планеты, появляется в новелле «Вендетта» по сериалу «Звёздный путь: Следующее поколение». Там Машина Судного дня была разработана для борьбы с Боргом, однако это был лишь прототип и создатели не успели завершить работу над более совершенной установкой.
Продолжение можно увидеть в эпизоде «В опасности» фанатского сериала «Звёздный путь: Фаза II». В этом эпизоде почти 40 лет спустя снялся Уильям Уиндом.

## Критика
Зак Хэндлен из The A.V. Club поставил этому эпизоду оценку «A», назвав его «очень сильной вещью» и отметив чувство нарастающего напряжения по мере развития сюжета. Хэндлен также лестно отозвался о саундтреке Сола Каплана.
В 2016 году The Hollywood Reporter поставил эпизод на 48-е место среди лучших телевизионных эпизодов всех телевизионных франшиз «Звёздный путь», включая живые выступления и мультсериалы, но не считая фильмы.

## Ремастеринг
В 2008 году на экраны вышел отредактированный эпизод «Машина Судного дня». Помимо улучшенного видеоряда и отредактированной звуковой дорожки (эти изменения затронули все эпизоды оригинального сериала), в эпизоде были созданы компьютерные 3D-модели всех космических объектов: «Энтерпрайз», «Констеллейшен», Машина Судного дня, разрушенные планеты и т. д.